# Кубок Киргизстану з футболу 2024
Кубок Киргизстану з футболу 2024 — 33-й розіграш головного кубкового футбольного турніру у Киргизстані. Титул володаря кубка вдруге поспіль здобув Мурас Юнайтед.

## Календар
| Раунд        | Дата              | Матчі | Клуби  |
| ------------ | ----------------- | ----- | ------ |
| Перший раунд | 4-5 травня 2024   | 2     | 10 → 8 |
| 1/4 фіналу   | 19-20 червня 2024 | 4     | 8 → 4  |
| 1/2 фіналу   | 17/22 липня 2024  | 4     | 4 → 2  |
| Фінал        | 15 вересня 2024   | 1     | 2 → 1  |

## Перший раунд
| Команда 1     | Рахунок        | Команда 2 |
| ------------- | -------------- | --------- |
| 4 травня 2024 |                |           |
| Алга          | 1:1 пен. 13:12 | Ілбірс    |
| 5 травня 2024 |                |           |
| Киргизалтин   | 1:3            | Дордой    |

## 1/4 фіналу
| Команда 1           | Рахунок      | Команда 2     |
| ------------------- | ------------ | ------------- |
| 19 червня 2024      |              |               |
| Алга                | 0:2          | Абдиш-Ата     |
| Нефтчі (Кочкор-Ата) | 0:0 пен. 5:3 | Алай          |
| 20 червня 2024      |              |               |
| Талант              | 1:0          | Дордой        |
| ОшМУ-Алдієр         | 1:3          | Мурас Юнайтед |

## 1/2 фіналу
| Команда 1           | Заг.         | Команда 2     | 1-й матч | 2-й матч |
| ------------------- | ------------ | ------------- | -------- | -------- |
| 17/22 липня 2024    |              |               |          |          |
| Нефтчі (Кочкор-Ата) | 1:2          | Абдиш-Ата     | 1:2      | 0:0      |
| Талант              | 2:2 пен. 3:5 | Мурас Юнайтед | 1:0      | 1:2      |

## Фінал
| 15 вересня 2024 |

| Мурас Юнайтед                                   | 3:2 дч   | Абдиш-Ата           |
| ----------------------------------------------- | -------- | ------------------- |
| Батирканов 60' (пен.), 74' (пен.) Боколєєв 109' | Протокол | Ягр 25' Атабаєв 66' |

| Курманбек, Джалал-Абад Арбітр: Олім Туймачієв |